# Abén Humeya
Muhammad ibn Umayyah (in arabo محمد بن أمية‎?; 1520 – Alpujarra de la Sierra, 15 marzo 1569) è stato un rivoluzionario spagnolo morisco, condottiero della rivolta dei moriscos nella regione di Alpujarra, contro Filippo II di Spagna.

## Biografia
Nato da una nobile famiglia morisca che rivendicava una discendenza dagli Omayyadi, venne battezzato come Fernando de Válor. La sua fu una tra le migliaia di famiglie musulmane andaluse costrette a convertirsi al cristianesimo. Nell'ambito della rivolta, venne tradito dal cugino Aben Aboo, che lo uccise.